# Экхольм, Маттиас
Маттиас Экхольм (швед. Mattias Ekholm; 24 мая 1990, Бурлэнге, Швеция) — шведский хоккеист, защитник клуба НХЛ «Эдмонтон Ойлерз» и сборной Швеции по хоккею с шайбой.

## Клубная карьера
Маттиас Экхольм — воспитанник хоккейного клуба «Мора». В элитной шведской лиге дебютировал в сезоне 2007/08, сыграв всего один матч. Следующие два сезона провёл во второй лиге. В 2010 году перешёл в команду «Брюнес». В сезоне 2010/11 был назван лучшим новичком сезона.
В мае 2011 подписал контракт с командой «Нэшвилл Предаторз», которой был выбран на драфте НХЛ-2009. Остаток сезона провёл в аренде в «Брюнесе», завоевав с ним чемпионство Швеции. Также Маттиас стал обладателем Сальминг Трофи, награды, которой удостаивается лучший защитник Швеции за пределами НХЛ.
13 октября 2011 года провёл первую игру в НХЛ в матче против «Финикс Койотис», не набрав очков. После двух игр в НХЛ был отправлен обратно в «Брюнес».
В сезоне 2012/13 выступал за фарм-клуб «Нэшвилла» «Милуоки Эдмиралс», где провёл 59 встреч и набрал 32 (10+22) очка.
В сезоне 2013/14 Экхольм стал полноценным игроком основной команды, выходя преимущественно в третьей паре с Сетом Джонсом или Ши Уэбером. 26 октября 2013 года набрал первое очко в НХЛ, отдав результативную передачу, а 7 января 2014 года забросил свою первую шайбу в НХЛ. Экхольм завершил сезон с 9 (1+8) очками в 62-х играх. Также он был одним из шести защитников НХЛ, сыгравших не менее 50 игр и получивших 10 или менее штрафных минут. Вскоре Экхольм в качестве ограниченно свободного агента продлил соглашение с «Предаторз», рассчитанное на 2 года на общую сумму $ 2,075 млн.
Вскоре Экхольм сменил свой игровой номер с №42 на №14, который он носил на ЧМ-2014.
26 октября 2015 года заключил с «Нэшвиллом» 6-летний контракт на общую сумму $ 22,5 млн.
В сезоне 2016/17 в составе «хищников» дошёл до Финала Кубка Стэнли, играя преимущественно в паре с Пи-Кеем Суббаном.
Экхольм был назначен альтернативным капитаном «хищников» 19 сентября 2017 года вместе с Райаном Джохансеном и Филипом Форсбергом.
Сезон 2018/19 для Маттиаса выдался лучшим по результативности в карьере. Он набрал 44 (8+36) очков в 80-и встречах, а также являлся лучшим игроком в составе команды по показателю полезности «+27». После обмена Суббана в «Девилз», основным игроком в паре с Экхольмом стал новичок Данте Фаббро.
В сезоне 2020/21 швед пропустил несколько недель из-за нераскрытой травмы. 13 октября 2021 года переподписал контракт на 4 года на общую сумму $ 25 млн.
Сезон 2021/22 провёл преимущественно в паре с Александром Каррье, они имели лучшие показатели полезности в команде: «+26» у Каррье и «+14» у Маттиаса.
28 февраля 2023 года был обменян в «Эдмонтон Ойлерз» на защитника Тайсона Бэрри, форварда Рида Шейфера, а также пики первого и четвертого раунда драфта-2023.

## Международная карьера
За сборную Швеции Экхольм выступал на юниорских и молодёжных уровнях. В 2010 году завоевал бронзовые медали молодёжного чемпионата мира по хоккею с шайбой.
В 2014 году дебютировал за основную сборную на Чемпионате Мира в Беларуси, где набрал 7 (2+5) очков в 10-и встречах и помог завоевать бронзу. В 2016 году дебютировал на Кубке мира, где также стал обладателем бронзовой медали. На ЧМ-2018 стал победителем турнира в составе сборной Швеции. Также Экхольм выступал на ЧМ в 2015, 2016 и 2019 году.

## Личная жизнь
Экхольм женат на Иде Бьёрнстад, бывшей спортивной телеведущей.

## Статистика
| Легенда | Легенда                    | Легенда | Легенда                   | Легенда | Легенда    |
| ------- | -------------------------- | ------- | ------------------------- | ------- | ---------- |
| И       | Количество проведённых игр | Штр     | Штрафное время            | +/−     | Плюс-минус |
| Г       | Голы                       | П       | Голевые передачи          | О       | Очки       |
| -       | Статистика неизвестна      | —       | Статистика не учитывалась |         |            |